# Tylene Buck

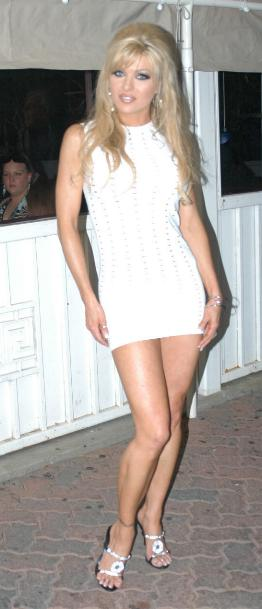
Tylene Buck

Tylene Buck (n. 7 martie 1972, USA) este un fotomodel și actriță porno nord-americană. Ea a jucat diferite roluri sub pseudonimul „Major Gunns“.
1. ↑  Adult Film Index
2. ↑  „Tylene Buck”, Internet Movie Database, accesat în 9 iulie 2016